# Amenoncourt
Amenoncourt település Franciaországban, Meurthe-et-Moselle megyében. Lakosainak száma 87 fő (2022. január 1.). Amenoncourt Avricourt, Autrepierre, Avricourt, Igney és Leintrey községekkel határos.

## Népesség
A település népességének változása:
| Lakosok száma | 123  | 84   | 91   | 98   | 88   | 82   | 77   | 83   | 86   | 87   |
|               | 1968 | 1982 | 1990 | 2006 | 2013 | 2015 | 2017 | 2019 | 2020 | 2022 |